# Embu das Artes
Embu das Artes – miasto i gmina w Brazylii, w stanie São Paulo. Znajduje się w mezoregionie Metropolitana de São Paulo i mikroregionie Itapecerica da Serra.
W 1985 r. w miejscowości tej odnaleziono grób ukrywającego się od II wojny światowej nazistowskiego zbrodniarza Josefa Mengele.